# Římskokatolická farnost Orlík nad Vltavou
Římskokatolická farnost Orlík nad Vltavou, dříve Staré Sedlo (latinsky Vetero-Sella), je bývalé územní společenství římských katolíků ve Starém Sedle a okolí. Organizačně spadalo do vikariátu Písek, který je jedním z deseti vikariátů českobudějovické diecéze. K 1. 1. 2020 farnost zanikla a byla sloučena s Římskokatolickou farností Mirovice.

## Historie farnosti
Zdejší plebánie existovala již v roce 1358, matriky jsou vedeny od roku 1651.

## Kostely a kaple na území farnosti
| Kostel (kaple)     | Místo       | Bohoslužby            | Bohoslužby | Poznámka                     |
| ------------------ | ----------- | --------------------- | ---------- | ---------------------------- |
| kostel sv. Prokopa | Staré Sedlo | druhá sobota v měsíci | 17.00      | filiální, dříve farní kostel |
| kaple              | Kožlí       |                       |            |                              |
| kaple              | Kožlí       |                       |            |                              |
| kaple sv. Vojtěcha | Nevězice    |                       |            |                              |
| kaple              | Probulov    |                       |            |                              |
| kaple              | Zbonín      |                       |            |                              |

## Ustanovení ve farnosti
Administrátorem excurrendo byl v letech 2016–2019 P. Mgr. Mariusz Klimczuk. Působili zde také dva trvalí jáhnové, Jiří Kabíček z Nové Vsi a Josef Košatka z Ostrovce.